# باتريك مات
باتريك مات (بالألمانية: Patrick Matt)‏ هو دراج ليختنشتاني، ولد في 4 أبريل 1969.

## وصلات خارجية
- باتريك مات على موقع إحصائيات الدراجات الإحترافية (الإنجليزية)
- باتريك مات على موقع أوليمبيديا (الإنجليزية)